# Produits laitiers en Inde

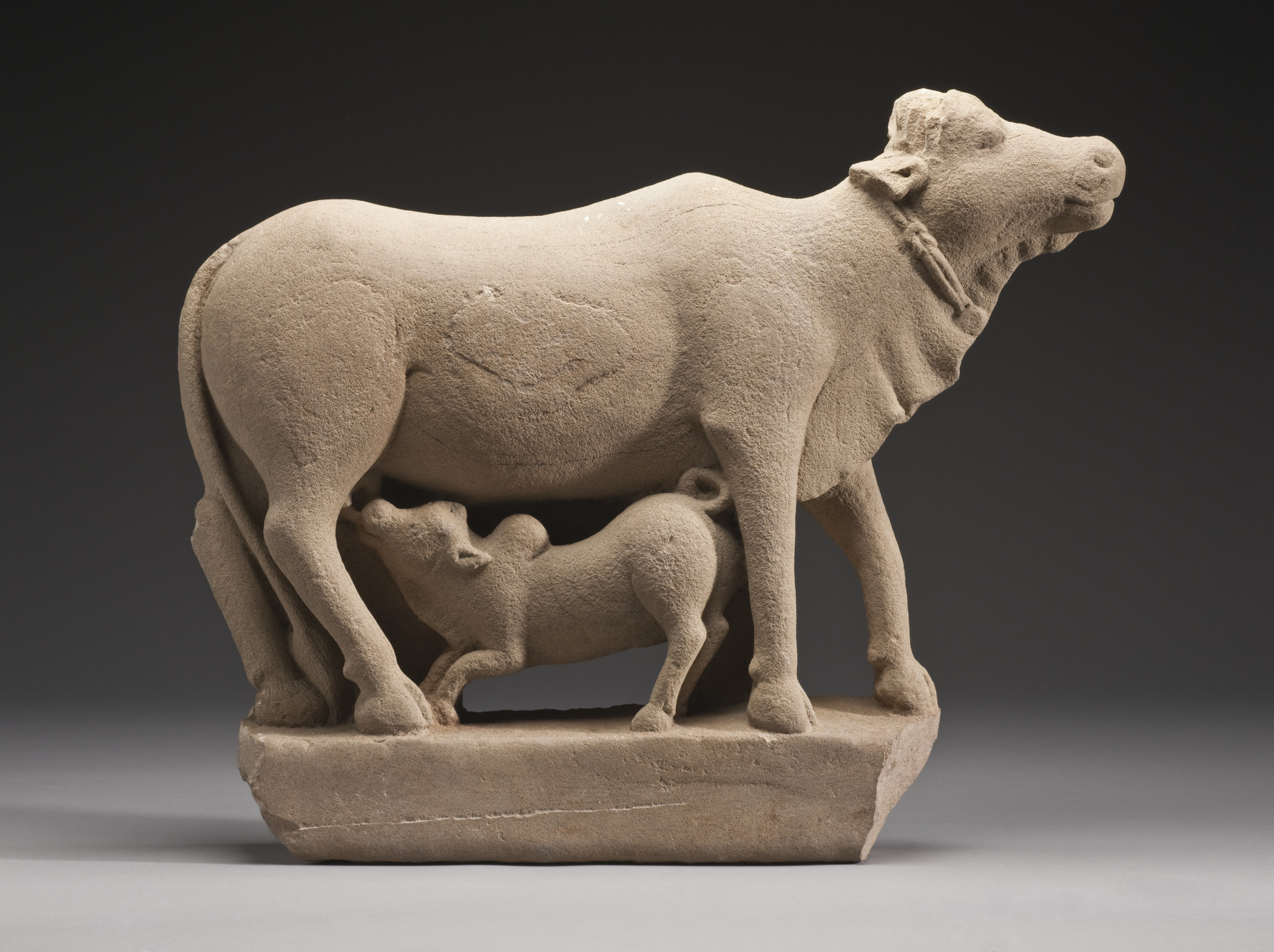
Vache et veau, sculpture en grès originaire de l'Uttar Pradesh, fin du VII. Conservé au LACMA, Los Angeles.

L'Inde, marquée par une tradition culturelle végétarienne, accorde une grande importance au lait et aux produits lactés. La révolution blanche des années 1970-1990, menée au bénéfice du secteur coopératif, a permis une croissance massive de la production : depuis 1998, l'Inde est le premier producteur mondial de lait. Depuis 1991, la libéralisation de l'économie et l'évolution du goût des consommateurs entraînent une diversification du marché.

## Culture et mythologie
L'Inde, de culture traditionnellement végétarienne jusqu'à une date récente, fait une grande consommation de produits laitiers pour assurer ses besoins en protéines ; vers la fin du XXe siècle, 60 % de la population est végétarienne, pourcentage qui descend à 20 % en 2018. Le lait tient une grande place dans sa mythologie : les textes fondamentaux, Vedas, Puranas, Mahabharata et Ramayana évoquent la légende du barattage de la mer de lait qui fait émerger les composants du monde à partir du liquide primordial. Le lait est un « symbole d'abondance, de fertilité et de connaissance ». 

## Une économie paysanne et coopérative

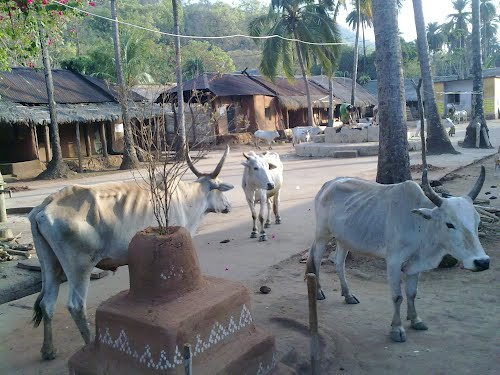
Vaches dans un village de l'Odisha en 2012.

Jusqu'à l'indépendance en 1947, la collecte et la transformation du lait étaient surtout assurés par des commerçants privés. En 1955, le gouvernement de l'Inde lance un vaste programme, le City Milk Scheme (« programme laitier urbain »), destiné à régulariser l'approvisionnement des villes, en même temps qu'un plan de soutien à l'élevage (en). Cependant, ces plans restent peu efficaces et le pays doit importer massivement du lait en poudre : 60 000 tonnes par an dans les années 1960 pour une production laitière estimée à un million de tonnes par jour. 
En 1946, des agriculteurs du district de Kheda dans le Gujarat créent une coopérative destinée à livrer leurs produits à Bombay, une des plus grandes agglomérations du pays. En 1964, elle prend le nom d'Amul (Anand Milk Union Limited). En 1970-1971, la Première ministre Indira Gandhi décide d'étendre ce modèle, qualifié de « révolution blanche », à l'ensemble de l'Inde en créant le National Dairy Development Board (« bureau national de développement des produits laitiers », NDDB) et lance le programme Operation Flood - Phase I destiné à assurer l'approvisionnement en lait des quatre plus grandes villes du pays, Bombay, New Delhi, Calcutta et Madras. La FAO contribue à ce programme par le don de 126 000 tonnes de lait en poudre et 42 000 tonnes d'huile de beurre sur cinq ans. Vers 1998, le système coopératif NDDB regroupe 9,7 millions de paysans dans 75 000 sociétés villageoises ; il alimente 300 millions de consommateurs dans 550 villes. La commercialisation du lait assure un revenu supplémentaire aux villageois, notamment aux femmes, et, demandant moins d'heures de main-d'œuvre que le travail des champs, libère du temps pour la scolarisation des enfants. 

## Une évolution rapide du marché

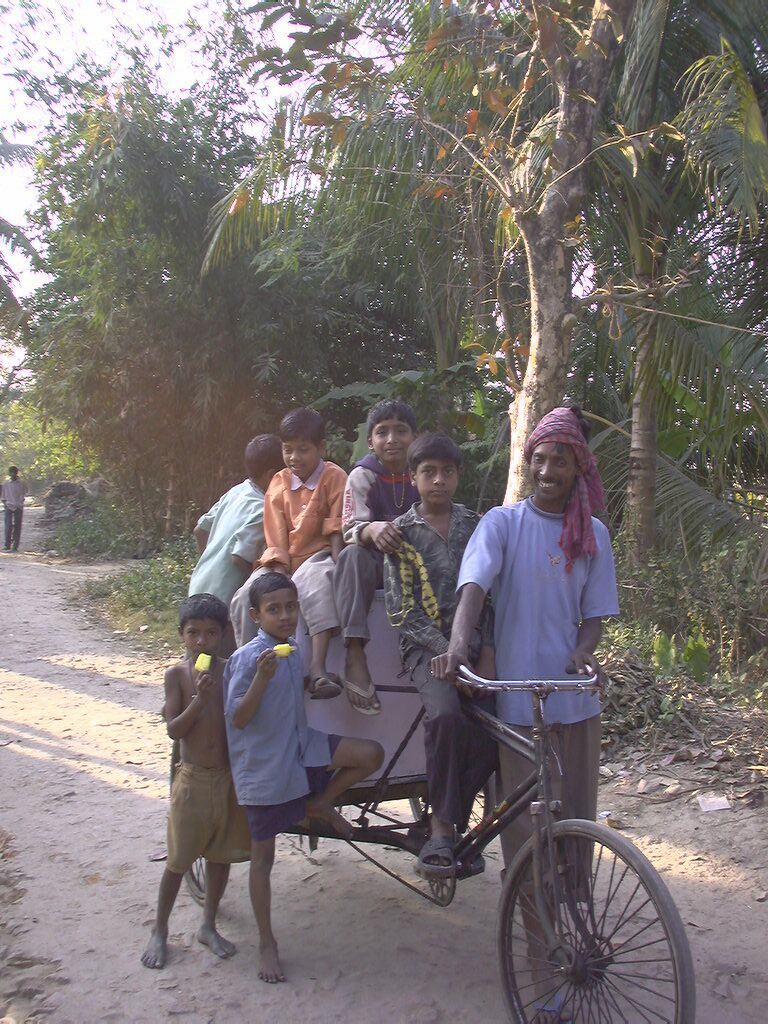
Marchand de glaces au Bengale occidental, 2004.

Depuis 1991, la politique de privatisations du gouvernement indien entraîne la percée du secteur privé : des multinationales comme Nestlé et Danone s'implantent en Inde en s'associant à des entreprises indiennes. Le secteur coopératif, partagé entre ses objectifs sociaux et son souci de rentabilité, n'assure pas des bénéfices aussi élevés que le secteur privé et s'adapte moins vite aux nouvelles exigences des consommateurs. 
En 1998, l'Inde devient le premier producteur mondial de lait avec 74 millions de tonnes, dépassant les États-Unis. La quantité de lait disponible passe de 112 grammes par habitant et par jour en 1973-1974 à 194 grammes en 1994-1995. 
Le lait de chèvre est une production relativement marginale assurée par certains groupes tribaux comme les Maldharis (en) du Rajasthan mais, depuis quelques années, sa réputation diététique lui vaut un succès commercial sur le marché national et à l'exportation. 
Le lait de chamelle (dromadaire) rencontre une trajectoire similaire, un produit jusqu'alors hors des circuits commerciaux en raison de tabou culturel (par exemple chez les Rabaris), et qui était limité à la consommation personnelle dans les régions de tradition chamelière (principalement le Rajasthan et le Goudjerate). La production de lait de chamelle (tout comme l'élevage camelin) a connu un fort déclin entre 2000 et 2019, ayant diminué près de moitié, passant de 14 100 tonnes en 2000 à 7 293 tonnes en 2019. Néanmoins, la demande en lait de chamelle a connu ces dernières années un essor considérable dû à ses qualités nutritionnelles et permit les prémices d'une filière laitière spécifique,. En 2022, l'Inde a produit plus de 8 278 tonnes de lait cru de chamelle.  
La consommation de produits laitiers industriels, fromages de marque, crèmes glacées, etc., est devenue habituelle dans les jeunes générations urbaines ; la production est partagée entre le secteur coopératif, le secteur privé national et certaines multinationales étrangères. 
En 2017-2018, la production laitière vient des espèces suivantes :
- Buffle autochtone : 35 %
- Buffle non précisé : 14 %
- Vache (Bos Taurus) autochtone : 10 %
- Vache croisée : 26 %
- Vache non précisée : 10 %
- Vache exotique : 1 %
- Chèvre : 4 %[9]

Images d'élevage et production laitière en Inde
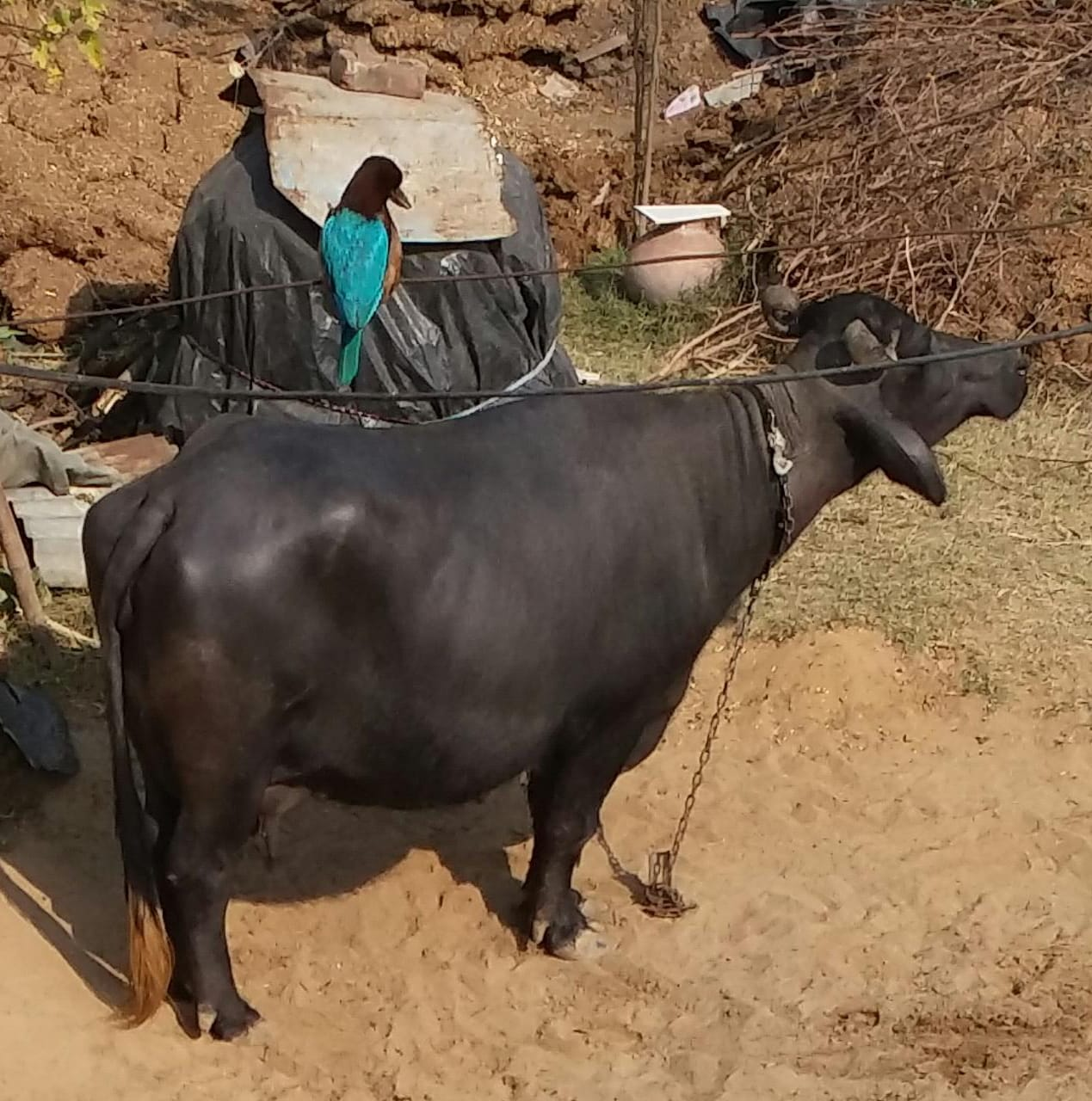
Bufflonne dans un village, 2019.
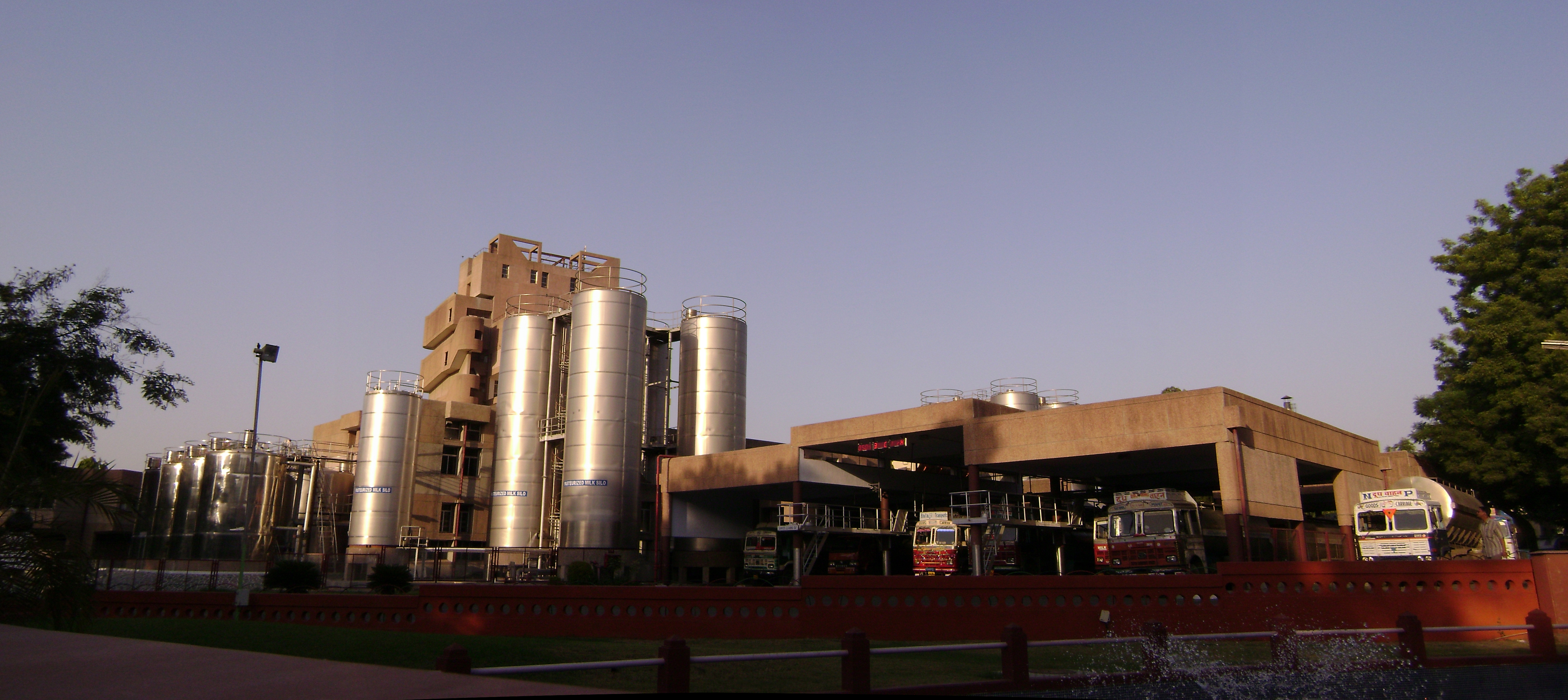
Laiterie industrielle Amul à Anand dans le Gujarat, 2013.
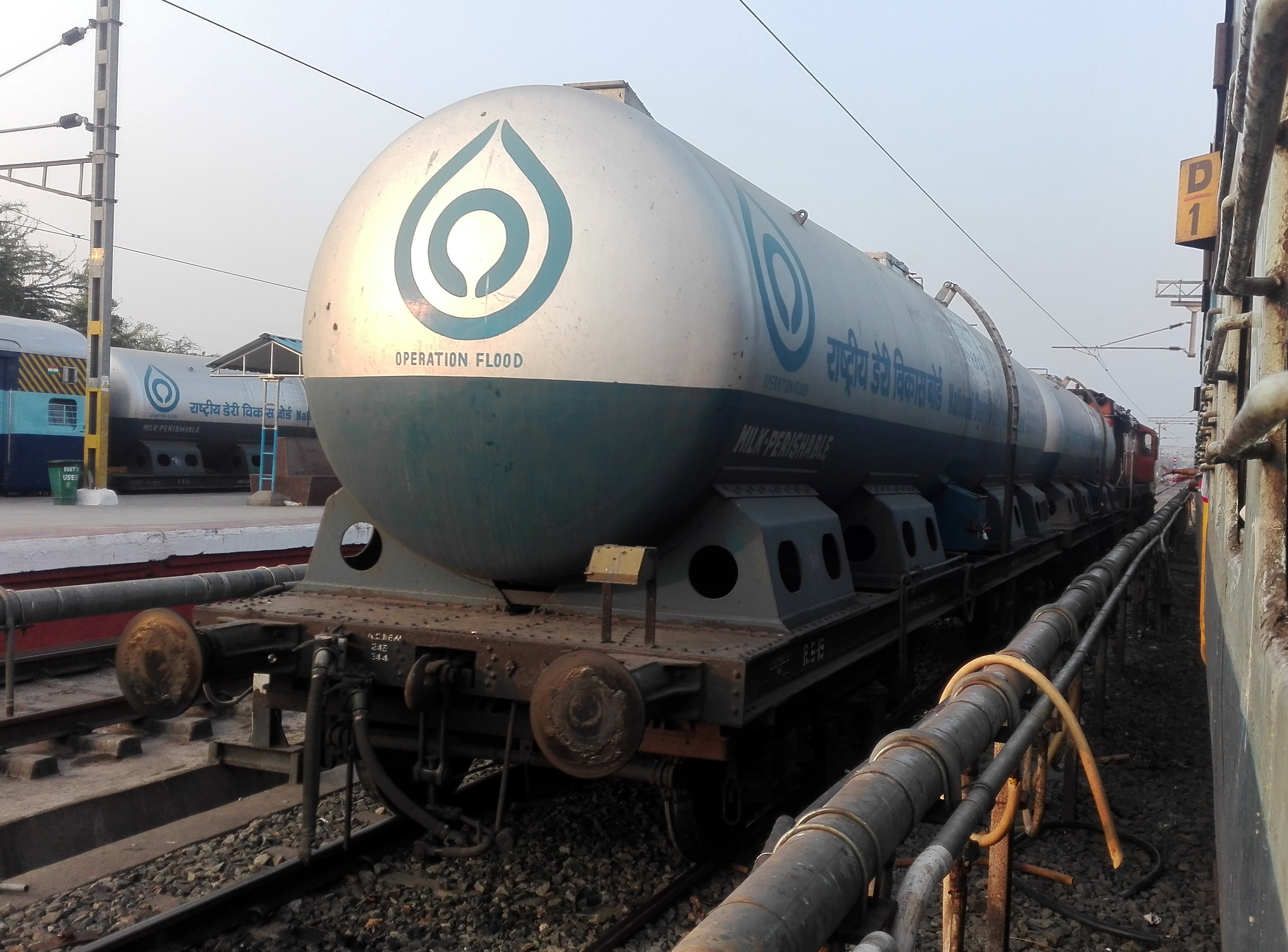
Un wagon-citerne de lait marqué « Operation Flood » en Andhra Pradesh, 2019.
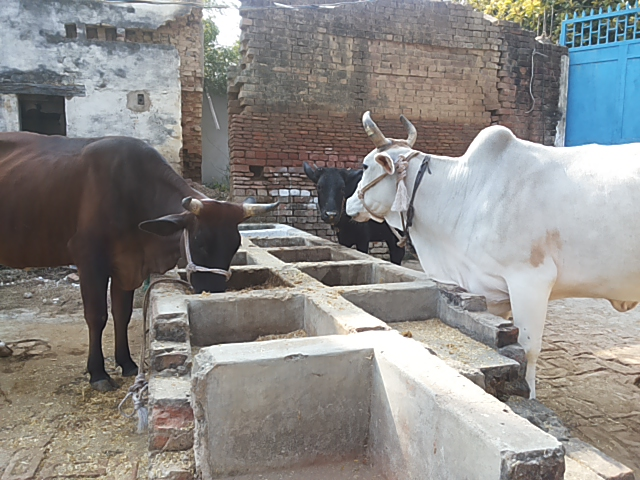
Vaches en Uttar Pradesh en 2013.